# Нолінові
Нолінові (лат. Nolinoídeae) — підродина однодольних рослин із ряду холодкові, куди за системою APG III була включена в 2009 році. Багато видів і сортів деяких видів використовуються як декоративні рослини в садах, парках та кімнатах.

## Опис
Це деревні чагарники, напівчагарники, ліани, деревоподібні рослини або багаторічні трав'янисті рослини. Багато видів мають кореневища й бульби для зберігання поживних речовин. Листя розміщене по черзі або протилежно, розташовані по спіралі або в дві лінії. Листки прості, цілісні, з паралельними жилками. Більшість мають гермафродитні або рідко одностатеві квіти. Якщо квіти одностатеві, то рослини однодомні або дводомні. Більшість шестипелюсткових квітів зазвичай рівнопелюсткові.

## Поширення
Підродина нолінових має широке розповсюдження: в помірних областях Євразії та Північної Америки, від Середземного моря до Малої Азії, на Канарських островах, у південній частині Африки, від субтропічного до тропічного регіонів Центральної Америки і в Північній Австралії.